# Rio Bucureştioara
O Rio Bucureştioara é um rio da Romênia afluente do Rio Dâmboviţa, localizado no distrito de .